# آلیلاسیون نامتقارن کک
آلیلاسیون نامتقارن کِک (به انگلیسی: Keck asymmetric allylation) یک واکنش شیمیایی است که شامل افزودن یک گروه آلیل هسته‌دوست به یک آلدهید است. کاتالیزور یک کمپلکس کایرال و حاوی تیتانیوم است که به‌عنوان یک اسید لوئیس ایفای نقش می‌کند. کایرالیته کاتالیزور نوعی افزایش انتخابی فضاگزین را القا می‌کند که این سبب تولید یک محصول الکل با شیمی فضایی کاملاً مشخص و قابل پیش‌بینی می‌شود. این واکنش به نام گری کک نام‌گذاری شده‌است.